# Deseti saziv Hrvatskog sabora
| Vlada: ██ HDZ (61) Potpora vladi: ██ Nezavisni (5) ██ SDSS (3) ██ HDS (1) ██ HDSSB (1) ██ HNS (1) ██ HSLS (2) ██ NS-R (1) | Oporba: ██ SDP (34) ██ DPMŠ (12) ██ MOST (6) ██ Možemo! (4) ██ Suverenisti (4) ██ IDS (3) ██ HSS (2) ██ Fokus (1) ██ GLAS (1) ██ HSU (1) ██ Pametno (1) ██ STRIP (1) ██ NL (1) ██ RF (1) ██ Nezavisni (3) |

Deseti saziv Hrvatskog sabora konstituiran je 22. srpnja 2020. i raspušten 14. ožujka 2024. godine. Za njegova predsjednika izabran je Gordan Jandroković (HDZ).

## Deseti saziv
| Hrvatski sabor - 10. saziv | Hrvatski sabor - 10. saziv |
| -------------------------- | --- |
| Predsjednik                | Gordan Jandroković (HDZ) |
| Potpredsjednici            | Željko Reiner (HDZ) Ante Sanader (HDZ) Furio Radin (nacionalne manjine) Sabina Glasovac (SDP) Davorko Vidović (Socijaldemokrati) |
| Političke stranke          | Vlada (65) - HDZ (62) - SDSS (3) Podržavaju Vladu (12) - HDS (2) - HSLS (2) - HNS (1) - neo. (7) - Bilek, Hrelja, Jankovics, Kajtazi, Lekaj Prljaskaj, Radin, Petir Oporba (74) - SDP (13) - Socijaldemokrati (11) - Most (7) - Domovinski pokret (5) - Hrvatski Suverenisti (4) - Možemo! (4) - HSS (3) - Fokus (2) - IDS (2) - Blok (1) - Centar (1) - GLAS (1) - HRB (1) - NL (1) - OIP (1) - PH (1) - RF (1) - Reformisti (1) - SsIP (1) - Neo. (13) - Brumnić, Fabijanić, Glavašević, Grgić, Kuzmanić, Lerotić, Opačak Bilić, Ostojić, Selak Raspudić, Šimunić, Škoro, Udović, Vukovac |

## Konačni rezultati izbora za zastupnike u 10. sazivu Hrvatskoga sabora
Državno izborno povjerenstvo Republike Hrvatske objavilo je konačne rezultate izbora za zastupnike u 10. sazivu Hrvatskoga sabora, koji su održani 4. i 5. srpnja, te 12. srpnja 2020. (ponovljeni izbori na jednom glasačkom mjestu). 
Ukupno je izabran 151 zastupnik. Prema Izvješću, postotak dobivenih mandata je sljedeći: HDZ s HSLS-om i HDS-om u budućem sazivu Sabora ima udio u mandatima od 43,71 posto (66 mandata), SDP s HSS-om, HSU-om, SNAGA-om, GLAS-om, IDS-om, PGS-om (Restart koalicija) i Reformistima 27,15 posto (41 mandat), Domovinski pokret s Hrvatskim suverenistima, Blokom za Hrvatsku (BLOK), Hrvatskom konzervativnom strankom (HKS), HRAST-om, Strankom umirovljenika (SU) i Zelenom listom 10,60 posto (16 mandata), Most 5,30 posto (8 mandata), lista Možemo! - Politička platforma sa Zagreb je naš, Nove ljevice (NL), Radničke fronte (RF), ORAH-a i Za grad 4,64 posto (7 mandata), Stranka s imenom i prezimenom (IP) sa strankama Pametno i Fokus 1,99 posto (3 mandata), HNS-Liberalni demokrati 0,66 posto (1 mandat), Reformisti s HSS-om braće Radić i Umirovljenicima 0,66 posto (1 mandat). Nacionalne manjine u zastupničkoj strukturi 10. saziva imaju udio od 5,30 posto (8 mandata).
Ustavni sud Republike Hrvatske 16. srpnja 2020. donio je Odluku kojom proglašava da su izbori za zastupnike u Hrvatski sabor, održani 4. i 5. srpnja te 12. srpnja 2020., provedeni u skladu s Ustavom i mjerodavnim zakonima. Donošenjem te odluke Ustavnog suda Republike Hrvatske postupak izbora za zastupnike u Hrvatski sabor smatra se okončanim.

## Raspodjela mandata

### Prema rezultatima izbora
| Koalicija                  | Koalicija                                            | Stranka                                              | Mandati stranke | Mandati koalicije |
| -------------------------- | ---------------------------------------------------- | ---------------------------------------------------- | --------------- | ----------------- |
|                            | Koalicija HDZ-a                                      | HDZ                                                  | 62              | 66                |
| HDS                        | Koalicija HDZ-a                                      | 1                                                    |                 | 66                |
| HSLS                       | Koalicija HDZ-a                                      | 2                                                    |                 | 66                |
| Marijana Petir             | Koalicija HDZ-a                                      | 1                                                    |                 | 66                |
|                            | Restart koalicija (RK)                               | SDP                                                  | 33              | 41                |
| GLAS                       | Restart koalicija (RK)                               | 1                                                    |                 | 41                |
| HSU                        | Restart koalicija (RK)                               | 1                                                    |                 | 41                |
| HSS                        | Restart koalicija (RK)                               | 2                                                    |                 | 41                |
| Damir Bajs Nezavisna lista | Restart koalicija (RK)                               | 1                                                    |                 | 41                |
| IDS                        | Restart koalicija (RK)                               | 3                                                    |                 | 41                |
|                            | Koalicija Miroslava Škore                            | DPMŠ                                                 | 11              | 16                |
| Bok za Hrvatsku            | Koalicija Miroslava Škore                            | 1                                                    |                 | 16                |
| HS                         | Koalicija Miroslava Škore                            | 4                                                    |                 | 16                |
|                            | Koalicija Mosta                                      | Most                                                 | 6               | 8                 |
| Nino Raspudić              | Koalicija Mosta                                      | 1                                                    |                 | 8                 |
| Marija Selak Raspudić      | Koalicija Mosta                                      | 1                                                    |                 | 8                 |
|                            | Zeleno-lijeva koalicija (ZL)                         | Možemo!                                              | 4               | 7                 |
| Bojan Glavašević           | Zeleno-lijeva koalicija (ZL)                         | 1                                                    |                 | 7                 |
| Nova Ljevica               | Zeleno-lijeva koalicija (ZL)                         | 1                                                    |                 | 7                 |
| RF                         | Zeleno-lijeva koalicija (ZL)                         | 1                                                    |                 | 7                 |
|                            | Pametno, Fokus i SsIP                                | Pametno                                              | 1               | 3                 |
| Fokus                      | Pametno, Fokus i SsIP                                | 1                                                    |                 | 3                 |
| SsIP                       | Pametno, Fokus i SsIP                                | 1                                                    |                 | 3                 |
|                            | Hrvatska narodna stranka – liberalni demokrati (HNS) | Hrvatska narodna stranka – liberalni demokrati (HNS) | 1               | 1                 |
|                            | Narodna stranka – Reformisti (NS-R)                  | Narodna stranka – Reformisti (NS-R)                  | 1               | 1                 |
|                            | Nacionalne manjine                                   | SDSS                                                 | 3               | 8                 |
| nezavisni                  | Nacionalne manjine                                   | 5                                                    |                 | 8                 |
| Ukupno                     | Ukupno                                               | Ukupno                                               | 151             | 151               |

* Od 62 zastupnika HDZ-a njih 3 je iz dijaspore, a 59 iz I.-X. izborne jedinice. HDZ je u biti osvojio 61 zastupnika, ali pošto je nezavisni kandidat Zdravko Marić odmah zamrznuo mandat, zamijenjen je sa zastupnikom HDZ-a.

### Prema stranačkoj pripadnosti (stanje 28.veljače 2024.)
- 62 zastupnika HDZ
- 13 zastupnika SDP
- 11 zastupnika Socijaldemokrati
- 7 zastupnika MOST
- 5 zastupnika Domovinski pokret
- 4 zastupnika Možemo!
- 4 zastupnika Hrvatski suverenisti
- 3 zastupnika HSS
- 3 zastupnika SDSS
- 2 zastupnika Fokus
- 2 zastupnika IDS
- 2 zastupnika HDS
- 2 zastupnika HSLS
- 1 zastupnik Blok
- 1 zastupnik Centar
- 1 zastupnik GLAS
- 1 zastupnik HRB
- 1 zastupnik HNS
- 1 zastupnik NL
- 1 zastupnik OIP
- 1 zastupnik PH
- 1 zastupnik RF
- 1 zastupnik Reformisti
- 1 zastupnik SsIP
- 20 nezavisnih zastupnika

### Prema klubovima zastupnika (stanje 28.veljače 2024.)

###### Klub zastupnika Centra i Građansko-liberalnog saveza - 3 zastupnika
- Orešković, Dalija (SsIP) - predsjednica
- Mrak-Taritaš, Anka (GLAS)
- Puljak, Marijana (Centar)

Klub zastupnika Domovinskog pokreta - 6 zastupnika
- Dretar, Davor (Domovinski pokret) - predsjednik
- Bartulica, doc. dr. sc. Stephen Nikola (Domovinski pokret)
- Hasanbegović, dr. sc. Zlatko (Blok)
- Mlinarić, Stipo (Domovinski pokret)
- Penava, Ivan (Domovinski pokret)
- Radić, Mario (Domovinski pokret)

Klub zastupnika Fokusa i Reformista - 3 zastupnika
- Zurovec, Dario (Fokus) - predsjednik
- Bajs, Damir (Fokus)
- Martinčević, Natalija (Reformisti)

Klub zastupnika Hrvatske demokratske zajednice - 64 zastupnika
- Reiner, akademik Željko (HDZ) - predsjednik
- Ačkar, Krešimir (HDZ)
- Bačić, Ante (HDZ)
- Balić, Marijana (HDZ)
- Baradić, Nikolina (HDZ)
- Barbarić, Nevenko (HDZ)
- Baričević, Danica (HDZ)
- Barišić, Dražen (HDZ)
- Bedeković, izv. prof. dr. sc. Vesna (HDZ)
- Begonja, Josip (HDZ)
- Blažević, Anamarija (HDZ)
- Borić, Josip (HDZ)
- Bošnjaković, Dražen (HDZ)
- Brčić, Luka (HDZ)
- Brkan, Jure (HDZ)
- Budalić, Ivan (HDZ)
- Burić, Majda (HDZ)
- Bušić, Zdravka (HDZ)
- Cappelli, Gari (HDZ)
- Ćelić, dr, sc, Ivan (HDZ)
- Ćosić, Pero (HDZ)
- Deur, Ante (HDZ)

Klub zastupnika Hrvatske narodne stranke - liberalnih demokrata i nezavisnih zastupnika - 3 zastupnika
- Lekaj Prljaskaj, Ermina** (nez.) - predsjednica
- Hrelja, Silvano (nez.)
- Štromar, Predrag (HNS)

Klub zastupnika Hrvatske seljačke stranke i Radničke fronte - 4 zastupnika
- Beljak, Krešo (HSS) - predsjednik
- Kovač, Stjepan (HSS)
- Lenart, Željko (HSS)
- Peović, izv. prof. dr. sc. Katarina (RF)

Klub zastupnika Hrvatske socijalno-liberalne stranke i nezavisnog zastupnika Vladimira Bileka - 3 zastupnika
- Hrebak, Dario (HSLS) - predsjednik
- Bilek, Vladimir** (nez.)
- Klasić, Darko (HSLS)

Klub zastupnika Hrvatskih suverenista - 4 zastupnika
- Pavliček, Marijan (Hrvatski suverenisti) - predsjednik
- Milanovič Litre, Marko (Hrvatski suverenisti)
- Sačić, Željko (Hrvatski suverenisti)
- Vučemilović, dr. sc. Vesna (Hrvatski suverenisti)

Klub zastupnika Istarskog demokratskog sabora - 3 zastupnika
- Daus, Emil (IDS) - predsjednik
- Nemet, Katarina (IDS)
- Radin, dr. sc. Furio** (nez.)

Klub zastupnika Mosta - 8 zastupnika
- Petrov, dr. sc. Božo (Most) - predsjednik
- Bulj, Miro (Most)
- Grmoja, Nikola (Most)
- Kujundžić, Ante (Most)
- Miletić, Marin (Most)
- Raspudić, doc. dr. sc. Nino (Most)
- Selak Raspudić, izv. prof. dr. sc. Marija (nez.)
- Troskot, Zvonimir (Most)

Klub zastupnika Možemo! - 6 zastupnika
- Benčić, Sandra (Možemo!) - predsjednica
- Bakić, prof. dr. sc. Damir (Možemo!)
- Glavašević, Bojan (nez.)
- Kekin, dr. sc. Ivana (NL)
- Miloš, Jelena (Možemo!)
- Raukar-Gamulin, Urša (Možemo!)

Klub zastupnika Samostalne demokratske srpske stranke - 3 zastupnika
- Milošević, Boris** (SDSS) - predsjednik
- Jeckov, Dragana** (SDSS)
- Pupovac, prof. dr. sc. Milorad** (SDSS)

Klub zastupnika Socijaldemokrati - 17 zastupnika
- Posavec Krivec, Ivana (Socijaldemokrati) - predsjednica
- Bernardić, Davor (Socijaldemokrati)
- Brumnić, Zvane (nez.)
- Fabijanić, Erik (nez.)
- Glamuzina, Katica (Socijaldemokrati)
- Hajduković, Domagoj (Socijaldemokrati)
- Kuzmanić, Matko (nez.)
- Nađ, Vesna (Socijaldemokrati)
- Nikolić, Romana (Socijaldemokrati)
- Ostojić, prof. dr. sc. Rajko (nez.)
- Pavić, Željko (Socijaldemokrati)
- Sabljar-Dračevac, Renata (Socijaldemokrati)
- Šimunić, Irena (nez.)
- Udović, Sanja (nez.)
- Vidović, Franko (Socijaldemokrati)
- Vidović, Davorko (Socijaldemokrati)
- Vukas, Nikša (Socijaldemokrati)

Klub zastupnika Socijaldemokratske partije Hrvatske - 13 zastupnika
- Grbin, Peđa (SDP) - predsjednik
- Ahmetović, Mirela (SDP)
- Antolić Vupora, Barbara (SDP)
- Ban Vlahek, Boška (SDP)
- Bauk, Arsen (SDP)
- Glasovac, Sabina (SDP)
- Grčić, prof. dr. sc. Branko (SDP)
- Hajdaš Dončić, dr. sc. Siniša (SDP)
- Jakšić, Mišel (SDP)
- Lalovac, Boris (SDP)
- Marić, prim. dr. sc. Andreja (SDP)
- Radolović, dr. sc. Sanja (SDP)
- Vlašić Iljkić, Martina (SDP)

Klub zastupnika Za pravednu Hrvatsku - 3 zastupnika
- Vrkljan, prof. dr. sc. Milan (PH) - predsjednik
- Škoro, dr. sc. Miroslav (nez.)
- Vukovac, Ružica (nez.)

Zastupnici izvan klubova političkih stranaka - 8 zastupnika
- Grgić, Vinko (nez.)
- Jankovics, Robert** (nez.)
- Kajtazi, Veljko** (nez.)
- Lerotić, Marin (nez.)
- Opačak Bilić, Marina (nez.)
- Prkačin, Ante (HRB)
- Vidović Krišto, Karolina (OIP)
- Zekanović, Hrvoje (HDS)

**zastupnici nacionalnih manjina

## Predsjednik i potpredsjednici
U skladu s ustavnim odredbama, predsjednik Republike Zoran Milanović sazvao je Sabor na prvo zasjedanje 22. srpnja 2020. godine. U skladu s Poslovnikom, Sabor se konstituira izborom predsjednika na prvoj sjednici na kojoj je nazočna većina zastupnika. Gordan Jandroković (HDZ), kojemu je to drugi predsjednički mandat, dobio je veliku potporu saborskih zastupnika, od njih 144, koliko ih je glasovalo, 143 je bilo "za", a samo je jedan bio "suzdržan", nitko nije bio "protiv". Danom konstituiranja 10. saziva prestao je mandat zastupnicima prethodnoga saziva. 
Prema ustavnoj odredbi Hrvatski sabor ima predsjednika i jednog ili više potpredsjednika. Poslovnikom Hrvatskoga sabora određeno je da Sabor ima dva do pet potpredsjednika. Ako se biraju dva potpredsjednika, jedan se bira na prijedlog parlamentarne većine, a drugi na prijedlog parlamentarne manjine. Ako se bira pet potpredsjednika, tri se biraju na prijedlog parlamentarne većine, a dva na prijedlog parlamentarne manjine. Predsjednik i potpredsjednici čine Predsjedništvo Sabora.
Tijekom 10. saziva Hrvatskoga sabora, Sabor je o predsjednicima i potpredsjednicima donosio sljedeće odluke: 
- Na konstituirajućoj sjednici Hrvatskoga sabora održanoj 22. srpnja 2020. na dužnost potpredsjednika Sabora izabrani su: 
- Željko Reiner (HDZ),
- Ante Sanader (HDZ)
- Furio Radin (nacionalne manjine),
- Rajko Ostojić (SDP),
- Miroslav Škoro (Domovinski pokret).

- Na 3. sjednici, 14. listopada 2020., Hrvatski sabor donio je odluku o početku mirovanja zastupničkog mandata zastupnika Rajka Ostojića čime je prestala i njegova dužnost potpredsjednika Sabora.
- Na 3. sjednici, 16. listopada 2020., Hrvatski sabor donio je odluku o izboru zastupnice Sabine Glasovac (SDP) na dužnost potpredsjednice Hrvatskoga sabora.
- Na 9. sjednici, 15. prosinca 2021., Hrvatski sabor donio je odluku o razrješenju zastupnika Miroslava Škore (nezavisni) s dužnosti potpredsjednika Sabora.
- Na 9. sjednici, 15. prosinca 2021., Hrvatski sabor donio je odluku o imenovanju zastupnika Davorka Vidovića (nezavisni) na dužnost potpredsjednika Sabora.
Potpredsjednici (28. veljače 2024.):
- Željko Reiner (HDZ),
- Ante Sanader (HDZ)
- Furio Radin (nacionalne manjine),
- Sabina Glasovac (SDP),
- Davorko Vidović (Socijaldemokrati).